# 도메니코 테데스코
도메니코 테데스코 (Domenico Tedesco, 1985년 9월 12일, 칼라브리아 주 로사노 ~ )는 이탈리아 출신의 현 축구 지도자로 이탈리아와 독일 이중 국적 보유자이다.

## 지도자 경력

### 에르츠게비르게 아우게
VfB 슈투트가르트 U-17팀, 1899 호펜하임 U-19팀 감독을 거쳐 2017년 3월 에르츠게비르게 아우에의 사령탑으로 선임된 이후 3개월 동안 공식전 11경기 6승 2무 3패의 나쁘지 않은 성적을 거두며 팀의 2. 분데스리가 잔류를 이끌었다.

### 샬케 04
2016-17 시즌 종료 후 샬케 04의 감독직에서 경질된 마르쿠스 바인치얼 감독에 뒤를 이어 샬케 04의 감독으로 선임되어 분데스리가 2017-18 준우승 및 2018-19년 UEFA 챔피언스리그 본선 진출, 2017-18 DFB-포칼 4강 등의 성적을 이끌었다.
그러나 분데스리가 2018-19에서는 23라운드까지 6승 5무 12패의 부진한 성적에 그쳤고 2018-19년 UEFA 챔피언스리그에서도 3승 2무 1패·D조 2위로 16강에 올랐음에도 16강에서 잉글랜드 프리미어리그의 맨체스터 시티에 1·2차전 합계 2-10으로 대패하면서 결국 2019년 3월 14일 성적 부진에 따른 책임을 지고 샬케 감독직에서 해임되는 수모를 맛보았다.

### 스파르타크 모스크바
샬케 감독직에서 해임된 이후 7개월이 지난 같은 해 10월 14일 러시아 프리미어리그의 스파르타크 모스크바의 감독으로 부임하여 첫 해인 2019-20 시즌에서는 리그 7위에 그치며 유럽 클럽 대항전 진출에 실패했고 물론 2020-21 시즌에서는 8월과 9월 2개월 연속 리그 이달의 감독상을 수상하며 팀의 리그 준우승과 함께 2021-22년 UEFA 유로파리그 진출을 이끌었지만 2020-21 시즌 종료 후 재계약에 실패했다.

### RB 라이프치히
2020-21 시즌을 마친 뒤 2021년 12월 9일 독일 분데스리가의 RB 라이프치히의 사령탑을 맡아 분데스리가 2021-22 4위의 성적 및 2022-23년 UEFA 챔피언스리그 본선 직행을 이끌었고 2021-22 DFB-포칼에서도 라이프치히에 메이저 컵대회 사상 첫 우승컵을 선사했으며 2021-22년 UEFA 유로파리그에서도 2019-20년 UEFA 챔피언스리그 이후 2년만에 유럽 클럽 대항전 4강 진출을 이끌어내며 성공적인 라이프치히 감독으로서의 첫 시즌을 보냈다.
그러나 2022-23 시즌에서는 DFL-슈퍼컵 2022 준우승을 이끌었을 뿐 리그와 DFB-포칼에서는 이렇다할 성과를 거두지 못했고 결국 2022년 9월 7일 라이프치히의 감독직에서 물러났으며 후임으로는 마르코 로제 전 보루시아 도르트문트 감독이 선임되었다.

### 벨기에 축구 국가대표팀
2022년 FIFA 월드컵에서 24년만의 월드컵 조별리그 탈락이라는 부진한 성적으로 경질된 로베르토 마르티네스 감독의 뒤를 이어 2023년 2월 8일 벨기에 축구 대표팀의 사령탑으로 선임되었고 벨기에 대표팀 감독 데뷔전인 스웨덴과의 UEFA 유로 2024 예선 F조 1차전에서 3-0의 완승을 이끌었다.
2025년 1월 벨기에 감독직에서 물러났다. 네이션스리그에서 좋지 않은 성적이 원인이다.

## 수상

### 클럽 (지도자)

#### FC 샬케 04
- 독일 분데스리가 : 준우승 (2017-18)

#### FC 스파르타크 모스크바
- 러시아 프리미어리그 : 준우승 (2020-21)

#### RB 라이프치히
- DFB-포칼 : 우승 (2021-22)
- DFL-슈퍼컵 : 준우승 (2022)

### 개인
- 러시아 프리미어리그 이달의 감독상 : 2020년 8월, 9월

1. ↑  “Royal Belgian FA”. 2025년 1월 18일에 확인함.